# UTZ Certified
UTZ CERTIFIED e инициатива за отговорно производство на кафе, неправителствена организация със седалище в Амстердам и представителства в САЩ, Швейцария и Япония, която разработва стандарти за сертифициране на селскостопански продукти и следи за тяхното прилагане. В основните страни, производителки на кафе, има UTZ-CSN (Certification Support Network) представителства, които обучават производители на кафе, които искат да получат UTZ сертификат.
„Утц“ означава добър на езика на маите от Гватемала. Създадена през 2002 година под името Utz Kapeh, понастоящем UTZ CERTIFIED разработва стандарт за отговорно производство на кафе. През 2007 година са продадени 52616 тона  кафе със сертификат UTZ, което я прави най-голямата програма за сертифицирано кафе в света. През октомври 2007 беше стартирана и пилотна програма за сертифицирано какао . Работи се също така по програма за чай. Същевременно UTZ CERTIFIED работи съвместно с Кръглата Маса за Палмово Олио за система за проследяване на сертифицирано палмово олио .

## Кодекс за производители
Един производител, за да получи сертификат UTZ, трябва да изпълни критерии от 3 основни области: социални, свързани с околната среда и аграрно-стопански. Изпълнението им се контролира веднъж годишно от независим одитор. Английската версия можете да намерите тук Архив на оригинала от 2008-03-20 в Wayback Machine.

### Социални изисквания
- спазване на националните закони за възраст, работно време, осигуряване, условия на работа и сигурност
- работниците са обучавани на техния роден език как да боравят с химикали
- защитно облекло за работниците при работа с химикали
- достъп до медицинска помощ за работниците и техните семейства
- възможност за децата да получат образование
- достъп до сносни жилища
- достъп до чиста питейна вода
- свобода на културно изразяване

### Екологични изисквания
- намаляване и предотвратяване на ерозията на почвата
- отговорно и минимално ползване на аграрни химикали
- интегрирано приложение за борба с вредителите Integrated Pest Management
- минимално ползване на вода и намаляване на замърсяването на природата
- намаляване ползването на енергия
- оптимизиране ползването на енергия от възобновяеми ресурси
- почистване на замърсена вода
- защита на водни ресурси
- защита от обезлесяване на първични гори
- използвани на местни видове дървета за сянка за кафе
- защита на видове, застрашени от изчезване

### Аграрно-стопански изисквания
- наблюдение на бизнес процесите
- документиране за наторяването и агрохимикали
- добро счетоводство
- обучение на работниците
- прилагане на процедури в случай на нещастие или спешност
- хигиена
- проследяване на кафето
- годишни вътрешни проверки

## Система за проследяване на кафе
Произходът на UTZ кафето може да се установи във всяка стъпка по търговската верига. За целта се използва уеб базирано приложение, достъпно за всички UTZ сертифицирани компании. Проследяването се извършва чрез специален иникален код, който се издава при всяка първа продажба по веригата. Впоследствие този код пътува с кафето по веригата. Производители и търговци на кафе, както и преработващи фирми спазват правила за административно и физическо разделение на сертифицирано от несертифицирано кафе, което гарантира работоспособността на системата.
Преработватели на кафе могат да споделят произхода и историята на кафето, което предлагат, с крайните потребители. За целта се използва отново Интернет приложение (tracer). Компании като Доу Егбертс, ИКЕА, Макдоналдс Архив на оригинала от 2016-03-05 в Wayback Machine., супермаркети като Алберт Хайн (Холандия), ІСА Архив на оригинала от 2010-05-30 в Wayback Machine. (Швеция), Мигрос (Швейцария), ЕД Архив на оригинала от 2009-01-29 в Wayback Machine. (Франция) го използват, за да покажат своя принос за един по-устойчив кафен сектор.